# Babuyan
Babuyan, a vegades anomenada Babuyan Claro o Curuga Mabuyan, és una illa volcànica, la més alta i septentrional de les illes Babuyan, a les Filipines. Es troba a l'estret de Luzón, entre l'illa de Luzón i Taiwan. Tota l'illa conforma el barangay de Babuyan Claro, que constitueix el municipi de Calayan a la província de Cagayan. Té una població de 1.910 habitants segons el cens del 2020.

## Història
Babuyan va ser despoblat pels espanyols i només es va repoblar a finals del segle XIX amb famílies de l'illa de Batan, la majoria parlants d'un dels dialectes ivatans.

## Geografia
Babuyan es troba a uns 43 km al sud-sud-oest de les illes Balintang i a uns 89 km al nord del far del cap Engaño. L'illa, gairebé triangular, fa 13 km de llargada en direcció nord-est i sud-oest, i una amplada mitjana d'uns 10 km. La seva superfície és de 74,39 km². L'illa és molt muntanyosa, amb el Mont Pangasun, de 1.080 msnm com a punt culminant.
L'illa compta amb diversos volcans. A la part occidental de l'illa hi ha el volcà Smith, també conegut com el mont Babuyan, que s'alça fins als 688 metres d'alçada. Al mig de l'illa hi ha el Babuyan Claro, també conegut com a mont Pangasun, de 1.064 metres d'alçada. A l'illa hi ha tres cons volcànics més sense erupcions històriques: Cayonan, Dionisio i Naydi.